# Kościół św. Michała Archanioła i św. Anny w Dydni
Kościół świętego Michała Archanioła i świętej Anny – rzymskokatolicki kościół parafialny należący do parafii pod tym samym wezwaniem (dekanat Grabownica archidiecezji przemyskiej).
Jest to murowana świątynia wzniesiona w stylu neogotyckim. Używana jest do dziś. Ufundowana została przez Feliksa Pohoreckiego i dydniańskich parafian. Konsekrowana została (pod poprzednim tytułem św. Anny) w 1882 roku przez biskupa Ignacego Łobosa. Wyposażenie wnętrza powstało w XVIII i XIX wieku. Z wyposażenia poprzedniej świątyni przetrwały m.in. obrazy: Świętej Rodziny, namalowany w XVIII wieku, umieszczony w nowym ołtarzu, św. Józefa z Dzieciątkiem, pochodzący z kaplicy dworskiej w Temeszowie, św. Anny Samotrzeciej (powstały w I połowie XIX wieku), portret biskupa Wacława Hieronima Sierakowskiego (wykonany około 1754 roku), rzeźba św. Michała Archanioła w stylu barokowym (powstała w 1719 roku), kielich w stylu barokowym, dwa lichtarze wykonane z cyny, kapa z XVIII wieku wykonana z tkaniny z nowszą pretekstą i kapturem, oraz kamienna kropielnica powstała na przełomie XVII/XVIII wieku. Organy o 16 głosach wykonane zostały na początku XX wieku. Polichromia jest dziełem malarza M. Kamińskiego i wykonana została w 1960 roku.